# Jaume Alonso-Cuevillas
Jaume Alonso-Cuevillas Sayrol (Barcelona, 22 de noviembre de 1961) es un jurista, abogado, economista y político español. Profesor de Derecho procesal en la Universidad de Barcelona, ha sido decano del Colegio de Abogados de Barcelona (1997-2005), presidente del Consejo de la abogacía catalana (1999-2000) y presidente de la European Bars Federation (Federación Europea de Colegios de Abogados) (2005-2007).

## Biografía
Licenciado en Derecho por la Universidad de Barcelona en 1984, desarrolló tareas docentes en el departamento de Derecho Administrativo y Derecho Procesal. Obtuvo también el Diploma en Derecho Civil Catalán en la Universidad de Barcelona y fue habilitado para intervenir ante el Tribunal Eclesiástico de la Archidiócesis de Barcelona.
Doctor en Derecho desde 1990, se convirtió en Profesor Titular de la Universidad de Barcelona del área de Derecho Procesal en 1993. Un año después, en 1994, fue nombrado presidente de la "Sección de Derecho Procesal" del Colegio de Abogados de Barcelona (cargo que ostentó hasta el 2001).  
En 1997 se convirtió en el decano más joven del Colegio de Abogados de Barcelona, cargo que ostentó hasta 2005. Durante estos años de decanato fue también presidente de la Comisión de Nuevas Tecnologías del Consejo General de la Abogacía Española (1998-2001) y presidente del Consejo de la Abogacía Catalana (1999-2000). Entre 1999 y 2005, fue vicepresidente del Consejo General de la Abogacía Española y presidente de la Asociación Catalana para el Arbitraje (cargo que ostentó hasta el 2004). Entre los años 2000 y 2004 fue presidente de la Comisión de Derecho Procesal de la "Association Européene des Abogados" y en 2002, fue miembro del Consejo de Justicia de Cataluña. En 2005 fue designado académico electo de la Real Academia de Doctores. 
Desde septiembre de 2011 es catedrático de Derecho Procesal de la Universidad de Barcelona. 
El 2014 se licenció en Ciencias Económicas y Administración de empresas con la calificación de Matrícula de Honor en todas las asignaturas cursadas, y en 2015 obtuvo el Máster en Auditoría de Cuentas.  
Recientemente, ha participado en debates televisivos. Uno, el programa 8 al día en el canal privado catalán 8tv, programa presentado primero por el periodista Josep Cuní y después por el también periodista Ramón Rovira. Y otro, el programa Más 324, presentado por el periodista Xavier Graset i Forasté.
En 2017, Alonso-Cuevillas asumió la defensa letrada de Carles Puigdemont. También colaboró en la defensa jurídica del resto de políticos presos por orden del Tribunal Supremo.
En las elecciones generales de España de abril de 2019 encabezó como independiente la lista de la coalición Junts per Catalunya por la circunscripción de Girona, obteniendo un escaño en el Congreso de los Diputados para la XIII legislatura.
El 17 de diciembre de 2020, Alonso-Cuevillas dejó su escaño en el Congreso al postularse como candidato en las listas al Parlamento de Cataluña en las elecciones de febrero de 2021, consiguiendo un escaño como Diputado por la circunscripción de Barcelona.

## Premios y reconocimientos

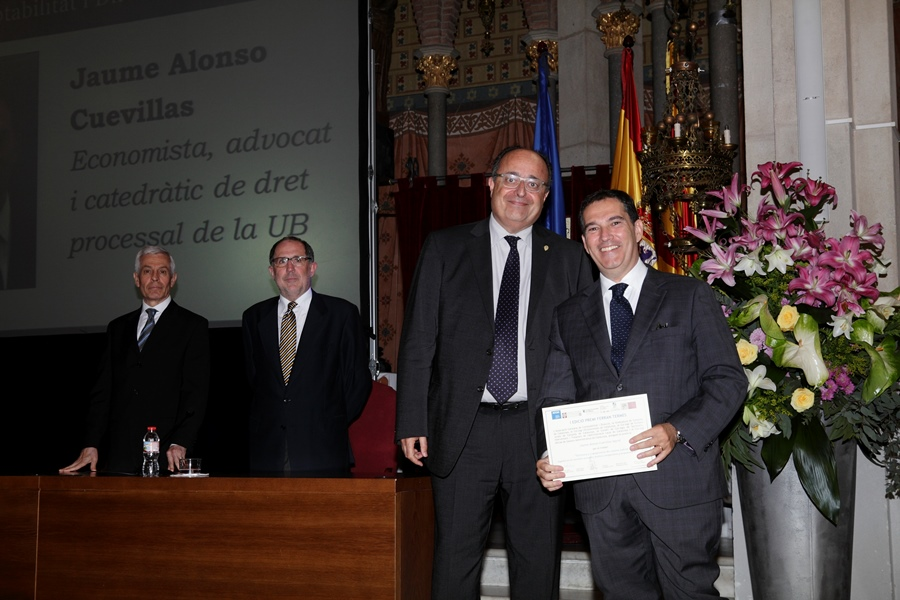
Entrega Premio Ferran Termas 2015

En el ámbito jurídico, ha recibido, entre otros: 
- Premio Feixó Carreras 1985 por su monografía «La comparecencia de los Artículos 691 y siguientes de la ley de enjuiciamiento civil», otorgado por acuerdo de la Junta de Gobierno del Ilustre Colegio de Abogados de Barcelona.
- Premio "Ciudadano Europeo 2005".
- Premio "Cataluña profesional 2007"
- Premio Europeo 2008 ASTAF (Asociación Italiana de Revistas Jurídicas) por su libro «La prueba del diritto Straniero».
- El 23 de diciembre de 2009 fue reconocido como "Miembro de Honor" de la Asociación Catalana de Abogados IURIS.
- El 2015 recibió la Medalla del Ilustre Colegio de Abogados de Barcelona.[5]

En el ámbito económico, ha recibido:
- El 2015, recibió el premio Ferran Termas (otorgado por la Sindicatura de Cuentas de Cataluña, el Colegio d 'Economistas de Cataluña, el Colegio de Censores Jurados de Cuentas de Cataluña, Asociación Catalana de Contabilidad, entre otros) por la suya trabajo «Eficiencia y transparencia del sistema judicial español en el contexto europeo: Análisis comparativo y propuestas de mejora».[6]

## Obra
Jaume Alonso-Cuevillas es autor de numerosas publicaciones sobre temas de derecho procesal, derecho concursal y organización de la justicia.

### Libros
- El nuevo proceso penal tras las reformas de 2015. (Dir.). Editorial Atelier. Barcelona, 2016.
- Eficiencia y transparencia del sistema judicial español en el contexto europeo: Análisis comparativo y propuestas de mejora. Editorial Bosch. Barcelona, 2015.
- “Proceso concursal”. (Coord.). Editorial Bosch, 2013.
- "La vis atractiva del proceso concursal". Editorial: Thomson Civitas-Navarra. 2007
- "La Competencia Jurisdiccional Internacional de los Tribunales Españoles del orden civil”. Editorial: Tirant Lo Blanch. Valencia, 2006.
- Nueva Ley Concursal. (Coord.). Ed. Bosch. 3 ediciones, 2003, 2004 y 2006.
- "Las normas jurídicas como objeto de prueba. Tratamiento procesal del derecho extranjero y la costumbre". Editorial: Tirant Lo Blanch. Valencia, 2004.
- “Instituciones del Nuevo Proceso Civil. Comentarios sistemáticos a la Ley 1/2000. (Coord.). Editorial: Difusión Jurídica y Temas de Actualidad. Barcelona, 2000.
- “Procesos Arrendaticios urbanos y comunes, tras la nueva LAU de 24 de noviembre de 1994”. Editorial: J.M. Bosch. Barcelona, 1996.
- “La comparecencia preparatoria del Juicio de Menor Cuantía”. Editorial: J.M. Bosch. Barcelona, 1992.

### Artículos
- La (figurada) responsabilidad patrimonial del Estado derivada de los daños provocados miedo la Administración de Justicia. La necesaria revisión de un sistema notoriamente insatisfactorio. Justicia. Revista de Derecho Procesal, 1, págs.. 123-151, 2016.
- Sala, A.; Alonso-Cuevillas, J.; Machaco, J.; Vila, P. Proceso Concursal. En Proceso Concursal. Editorial Bosch, S.A., 2013.[8]
- Aspectos procesales de la reforma de la Ley Concursal (Ley 38/2011). En Revista de derecho concursal y paraconcursal. Número 16, 2012.
- La reforma de la Ley Concursal: Apuntas de urgencia. Diario La Ley, 6 de abril de 2009.
- La responsabilidad de los administradoras sociales pendente concurso. En Rigor Doctrinal y Práctica Forense. Editorial Atelier, 2009.
- Alonso-Cuevillas, J.; Pérez-Cruz, A. J. La reforma de la Ley Concursal. En economía. 2009
- "El arbitraje internacional ante los tribunales españoles". Revista Jurídica de Cataluña (3), págs. 657-686, 2007.
- "El incidente concursal". Revista Jurídica de Cataluña (4), págs. 269-299, 2004.
- "Internet y prueba civil". Revista jurídica de Cataluña, 2001.
- “La audiencia previa al juicio”. Artículo de la obra Instituciones del Nuevo Proceso Civil. Comentarios sistemáticos a la Ley 1/2000. Editorial: Difusión Jurídica y Temas de Actualidad. Barcelona, 2000.
- “La nueva regulación Procesal de la Prisión Preventiva”. Revista Jurídica de Cataluña, 4, págs.. 922-956, 1997.

### Colaboración en varias obras
- Obra colectiva “Rigor Doctrinal y Práctica Forense” (Libro homenaje a José Luis Vázquez Sotelo). Editorial: Atelier Libros Jurídicos. Barcelona, 2009.
- Obra colectiva “Realismo Jurídico y experiencias procesal”. Editorial: Atelier Libros Jurídicos. Barcelona, 2009.
- Obra colectiva “Libro homenaje al Profesor Dr. D. Eduardo Font Serra”. Editorial: Centro de Estudios Jurídicos, Ministerio de Justicia. Madrid, 2004.
- Recopilación de resoluciones del Tribunal Catalán del Deporte “Justicia Deportiva: Resoluciones del Tribunal Catalán del Deporte (2000-2001)”. Editorial: Cedes Editorial S.L. Barcelona, 2003.
- “La aplicación Judicial de la nueva Ley de Enjuiciamiento Civil”. Editorial: J.M. Bosch Editor, Barcelona, 2002.
- “Procedural Law donde The Treshold of a New Millenium”. Editorial: Manz’sche Verlags. Austria, 2002.
- “Ley de Enjuiciamiento Civil: Respuestas a 100 cuestiones polémicas”. Editorial: SEPIN, S.L. Madrid, 2002.
- Esquemas del nuevo proceso civil”. Editorial: La Ley Actualidad. 2.ª edición. Madrid, 2001.
- “La Justicia en Cataluña en el marco de un Estado Compuesto”. Editorial: Generalitat de Catalunya Instituto de Estudios Autonómicos. Barcelona, 2000.
- Obra colectiva “Ley de Enjuiciamiento Civil (Ley 1/2000)”. Editorial: Fórum. Oviedo, 2000.
- Obra colectiva “Jornada de los Economistas 2000, Incidencias de las Nuevas Tecnologías en la Economía”. Editorial: Difusión jurídica y Temas de Actualidad, S.A. Barcelona, 2000.
- Coordinador de la Comisión creada miedo el Consejo General de la Abogacía española encargado de elaborar 547 enmiendas al Proyecto de ley de la Ley de Enjuiciamiento Civil (1999).
- Libro recopilatoria de resoluciones del Tribunal Catalán del Deporte “Justicia Deportiva: Resoluciones del Comité Catalán de Disciplina Deportiva 1997. Editorial: Cedecs Editorial S.L. Barcelona, 1999.
- Obra colectiva “Hacia una nueva justicia civil”. Editorial: El Monte. Sevilla 1998.
- Presento y Futuro del Proceso Civil. Editorial: J.M. Bosch. Barcelona, 1998.
- Obra colectiva “La protección de crédito en el Anteproyecto de Ley de Enjuiciamiento Civil”. Editorial: PricewaterhouseCooper. Barcelona, 1998.